# 李丕
李丕（?—?），唐朝将领，历任振武节度使、鄜坊节度使。
李丕善长纵横家的游说长短之术。与昭义军节度使刘从谏关系厚善，署为大将。刘稹与官军对阵时，义军中嫉妒其才，李丕害怕，请求作为巡哨深入，以期谋求安营设垒之处，会昌三年（843年）八月初九，李丕向朝廷投降。官员有人认为，刘稹故意派李丕归降，以便疑惑官军。李德裕对唐武宗说：“出兵伐昭义，已有半年，一直没有人来归降。现在李丕来降，不管是真是假，都要给予优厚的赏赐，以使鼓励再来投降的将士。只是任命他时，不要安排到重要的地方。”武宗召见，任命为忻州刺史。李丕请取榆社，东出武安入讨，虽邢州、洺州未下，而其兵不得救潞州。朝廷不听。杨弁作乱，遣人勾结李丕，李丕斩来使，以兵扼守。李德裕对武宗说：“度支户部积累在代州，现在李丕堵住道路，贼军一定失败。”于是催促李丕讨杨弁，兵未至而杨弁已被擒。李丕转任汾州、晋州二州刺史。大中初年，拜为振武节度使，检校刑部尚书。党项叛乱，改为鄜坊节度使，去世。

## 延伸阅读
[在维基数据编辑]
 《新唐書·卷214》，出自《新唐書》